# Publi Corneli Escipió Nasica (cònsol 111 aC)
Publi Corneli Escipió Nasica (en llatí Publius Cornelius Scipio Nasica) va ser un magistrat romà fill de Publius Cornelius Scipio Nasica Serapio. Formava part de la gens Cornèlia, una de les famílies romanes més distingides, d'origen tant patrici com plebeu.
Va ser cònsol l'any 111 aC juntament amb Luci Calpurni Bèstia i es va quedar a Itàlia mentre el seu col·lega anava a Àfrica per dirigir la guerra contra Jugurta. Va morir mentre era cònsol. Diodor de Sicília diu que era inaccessible al suborn i Ciceró el descriu com una persona afable i un bon orador, tot i que no parlava gaire sovint en públic, amb un llatí col·loquial molt pur i amb bon sentit de l'humor. Es va casar amb Cecília Metel·la, una filla de Quint Cecili Metel Macedònic.